# Zina Khakhoulia
 (juillet 2025).
Motif : Absence de source secondaire centrée dans cette liste interminable de doublages et rôles mineurs. WP n'est pas une plaquette de présentation ni une base de données.
- Archive Wikiwix
- Bing
- Cairn
- DuckDuckGo
- E. Universalis
- Gallica
- Google
- G. Books
- G. News
- G. Scholar
- Persée
- Qwant
- (zh) Baidu
- (ru) Yandex
- (wd) trouver des œuvres sur Wikidata

| 1. | Préciser le motif de la pose du bandeau. | Précisez le motif de la pose du bandeau en utilisant la syntaxe suivante : {{admissibilité à vérifier\|date=août 2025\|motif=remplacez ce texte par le motif}}                       |
| 2. | Informer les utilisateurs concernés.     | Pensez à avertir le créateur de l'article, par exemple, en insérant le code ci-dessous sur sa page de discussion : {{subst:avertissement admissibilité à vérifier\|Zina Khakhoulia}} |

Zina Khakhoulia est une actrice française.
Active dans le doublage, elle est notamment la voix française de Melissa Benoist (depuis la série Supergirl entre autres), Julia Garner ou encore de Courtney Eaton.

## Théâtre
- 2006 : La Cerisaie d'Anton Tchekhov, mise en scène de Christian Rousseau (Bordeaux) : Lioubov Andreevna
- 2006 : Les Sacrifiées de Laurent Gaudé, mise en scène d'Isabelle Renaud (Bordeaux)
- 2007 : L'Inattendu de Fabrice Melquiot, mise en scène d'Isabelle Renaud (Bordeaux)
- 2008 : À vos souhaits, merci, création et mise en scène de Serge Cellier (Paris) : Lison
- 2009 : Sergio et Zina, création et mise en scène de Serge Cellier (Paris) : Zina
- 2016 : Les Sorcières de Salem[2]
- 2017 : Gros mensonges entre amis [3],[4] de Sacha Guitry, mise en scène de Lionel Fernandez, L'Auguste Théâtre : Gisèle et la bonne

## Filmographie

### Télévision
- 2012 : Groland : la responsable cabinet du président
- 2019 : Engrenages, réalisé par Frédéric Jardin : la fonctionnaire (saison 7, épisode 3)

## Doublage
Sources : RS Doublage, Planète Jeunesse, AlloDoublage, Doublage Séries Database, Nautiljon et AnimeNewsNetwork

### Cinéma

#### Films
- Lisa-Marie Koroll (de) dans :
  - Bibi et Tina, le film (2014[n 1]) : Tina Martin
  - Bibi et Tina : Complètement ensorcelée ! (2014[n 1]) : Tina Martin
  - Bibi et Tina : Filles contre garçons (2016[n 1]) : Tina Martin
  - Bibi et Tina : Quel tohubohu ! (2017) : Tina Martin

- Melissa Benoist dans :
  - Lowriders (2016) : Lorelai
  - Jay et Bob contre-attaquent… encore (2019) : elle même / Reboot Chronic
  - Clerks 3 (2022) : une femme aux auditions

- Clara Galle dans :
  - À travers ma fenêtre (2022) : Raquel Mendoza
  - À travers ma fenêtre 2 : L'Amour pour horizon (2023) : Raquel Mendoza
  - À travers ma fenêtre 3 : Les yeux dans les yeux (2024) : Raquel Mendoza

- Kaitlyn Leeb[1] dans :
  - Total Recall : Mémoires programmées (2012) : une femme
  - Wolves (2014) : Lisa Stewart

- Courtney Eaton[1] dans :
  - Mad Max: Fury Road (2015) : Fragile
  - Gods of Egypt (2016) : Zaya

- Katherine McNamara dans :
  - Le Labyrinthe : La Terre brûlée (2015) : Sonya
  - Le Labyrinthe : Le Remède mortel (2018) : Sonya

- Kiersey Clemons dans :
  - Nos pires voisins 2 (2016) : Beth
  - L'Expérience interdite - Flatliners (2017) : Sophia

- Elle Fanning dans :
  - Sidney Hall (2017) : Melody
  - Galveston (2018) : Raquel Arceneaux

- Sydney Sweeney dans :
  - Big Time Adolescence (2019) : Holly
  - Nocturne (2020) : Juliet Lowe

- Camilla Wolfson dans :
  - The Kissing Booth 2 (2020) : Mia
  - The Kissing Booth 3 (2021) : Mia

- Anya Taylor-Joy dans :
  - Les Nouveaux Mutants (2020) : Illyana Rasputin
  - Amsterdam (2022) : Libby Voze

- Catherine Cohen (en) dans :
  - The Lovebirds (2020) : Mme Hipster
  - Rendez-vous à minuit (en) (2023) : Rachel Abrams

- Miku Martineau dans :
  - Honor Society (2022) : Christine
  - Star Trek: Section 31 (2025) : Philippa Georgiou, jeune

- 1982[n 2] : Ça chauffe au lycée Ridgemont : Stacy Hamilton (Jennifer Jason Leigh)
- 2008[n 3] : L'Absent (de) : Lilli (Karoline Herfurth)
- 2010 : Frankie et Alice : Tina (Melanie Papalia)
- 2013 : Tyskungen (sv) : Elsy jeune (Amalia Holm Bjelke (sv))
- 2013 : Carrie : La Vengeance : Sue Snell (Gabriella Wilde)
- 2013 : Philomena : la Sœur Anunciata (Amy McAllister (en))
- 2013 : Battle of the Year : ? (?)
- 2014 : Men, Women and Children : Brooke Benton (Katherine C. Hughes (en))
- 2014 : Wolves : Gail Timmins (Melanie Scrofano)
- 2014 : Les Sœurs Anderson : Sandra Anderson (Abigail Breslin)
- 2014 : Inherent Vice : Luz (Yvette Yates)
- 2015 : Cinquante nuances de Grey : Olivia (Elliat Albrecht)
- 2015 : Crimson Peak : Eunice McMichael (Emily Coutts (en))
- 2015 : Le Nouveau Stagiaire : Mia (Christine Evangelista)
- 2015 : Kruel : Nikki Capps (Ericka Winterrowd)
- 2015 : Grace Stirs Up Success (en) : Ella (Notlim Taylor)
- 2016 : The Nice Guys : voix additionnelles
- 2016 : Certaines Femmes : Guthrie (Sara Rodier)
- 2017 : # Pire Soirée : Blair (Zoë Kravitz)
- 2017 : To the Bone : Anna (Kathryn Prescott)
- 2017 : Ingrid Goes West : Taylor Sloane (Elizabeth Olsen)
- 2017 : Dirt : Lexy (Lexy Panterra)
- 2017 : La Tour sombre : ? (?)
- 2017 : Destination mariage et plus si affinités... : Mandy (Andrea Brooks (en))
- 2017 : Modern Life Is Rubbish : Kerry (Jessie Cave)
- 2017 : Méchant Menteur 2 : Becca (Jodelle Ferland)
- 2018 : La Part Obscure : Veronique (Emily Ratajkowski)
- 2018 : L'Exorcisme de Hannah Grace : Hannah Grace (Kirby Johnson)
- 2018 : The Kissing Booth : Mia (Jessica Sutton (en))
- 2019 : Captain Marvel : Minn-Erva (Gemma Chan)[1]
- 2019 : Falling Inn Love : Gabriela (Christina Milian)
- 2019 : Maléfique : Le Pouvoir du mal : Gerda (Jenn Murray)
- 2019 : L'Oiseau-tempête : Lily Bridges (Riley Keough)
- 2019 : In the Shadow of the Moon : Amy (Sarah Dugdale)
- 2019 : The Last Summer : Lilah (Audrey Grace Marshall)
- 2019 : Polar : Junkie Jane (Lovina Yavari)
- 2019 : Booksmart : Ryan (Victoria Ruesga)
- 2019 : Mes autres vies de chien : Liesl (Daniela Lavender (en))
- 2020 : Clouds : Sammy Brown (Sabrina Carpenter)
- 2020 : Freaky : Millie Kessler (Kathryn Newton)
- 2020 : Minuit dans l'univers : ? (?)
- 2020 : Unpregnant : Hannah (Meg Smith)
- 2020 : Le Goût du vin : Tanya (Sasha Compère)
- 2021 : État d'esprit : Doris (Madeline Zima)
- 2021 : À tous les garçons : Pour toujours et à jamais : Heather (Sofia Black-D'Elia)
- 2021 : Une affaire de détails : Rhonda Rathbun (Maya Kazan)
- 2021 : Notre été (it) : Sara (Elvira Camarrone)
- 2021 : Xtreme (es) : Daniela (Isa Montalbán (es))
- 2021 : La Proie d'une ombre : Madelyne (Stacy Martin)
- 2021 : Army of Thieves : Korina Dominguez (Ruby O. Fee)
- 2021 : Plus on est de fous : Clara (Anna Castillo)
- 2021 : Spider-Man: No Way Home : ? (?)
- 2021 : Carnaval (pt) : Vivi (Samya Pascotto (pt))
- 2022 : Mort sur le Nil : Jacqueline de Bellefort (Emma Mackey)
- 2022 : Emergency (en) : Alice (Madison Thompson)
- 2022 : Seoul Vibe (en) : Yoon-hee Park (Park Ju-Hyun)
- 2022 : Une ardente patience (es) : Beatriz Gonzalez (Vivianne Dietz (es))
- 2022 : Rosaline : Rosaline (Kaitlyn Dever)
- 2022 : Cours particulier : Hande (Helin Kandemir (tr))
- 2023 : Creed 3 : Jessica McCaskill (Jessica McCaskill)
- 2023 : Il était une fois... un crime (en) : ? (?)
- 2023 : Sayen : La Route asséchée : Qumal (Katalina Sánchez)
- 2023 : Fingernails (en) : ? (?)
- 2023 : Un lutin pour Noël : Giada (Linda Zampaglione)
- 2023 : Bihter : A Forbidden Passion (tr) : Peyker (Nezaket Erden (tr))
- 2023 : Saltburn : Annabel (Sadie Soverall)
- 2023 : À sa façon (it) : Merve Kült (Ahsen Eroğlu (tr))
- 2024 : Soixante minutes (de) : Cosima (Marie Mouroum (de))
- 2024 : Ricky Stanicky : Susan (Anja Savcic)
- 2024 : À la conquête de Billy Walsh : Amelia « Milly » Brown (Charithra Chandran)
- 2024 : Sexy Maddalena (it) : ? (?)
- 2024 : MaXXXine : Maxine Minx (Mia Goth)
- 2024 : The Substance : Sue (Margaret Qualley)
- 2024 : Jeu intérieur : Shelby (Brittany O'Grady (en))
- 2024 : Don't Move : Iris (Kelsey Asbille)
- 2024 : Joy (en) : ? (?)
- 2024 : Closer : Gaby (Asia Lizardo)
- 2025 : Souviens-toi… l'été dernier : Stevie Ward (Sarah Pidgeon)
- 2025 : Évanouis : Justine Gandy (Julia Garner)

#### Films d'animation
- 2013 : Monstres Academy : Kay
- 2015 : Les Moomins sur la Riviera : Mymble
- 2015 : Mune : Le Gardien de la Lune[11] : voix additionnelles
- 2018 : Destination Pékin ! : Chi[n 4],[n 5]
- 2018 : Spider-Man: New Generation : Mary Jane Watson
- 2019 : Les Enfants du Temps : Natsumi Suga
- 2020 : Loin de moi, près de toi : Yumi Hinode
- 2021 : Sailor Moon Eternal : Ves-Ves
- 2021 : Ron débloque : voix additionnelles
- 2023 : Spider-Man : Across the Spider-Verse : Mary Jane Watson
- 2023 : Seven Deadly Sins, le film : Grudge of Edinburgh - Partie 2 (en) : voix additionnelles
- 2023 : Spy × Family Code: White : Emile Elman
- 2023 : Pretty Guardian Sailor Moon Cosmos, le film (en) : Sailor Vesta
- 2025 : Les Bad Guys 2 : Pigtail Petrova

### Télévision

#### Téléfilms
- Kaitlyn Leeb dans (6 téléfilms) :
  - Initiation mortelle (2013) : Kim
  - Un Noël à croquer (2018) : Clara Garrison
  - À Noël mon Prince viendra (2018) : Tasha
  - À Noël mon Prince viendra 2 (2019) : Tasha
  - Mystères croisés : Le manoir de tous les secrets (2020) : Bianca
  - À Noël mon Prince viendra 3 (2021) : Tasha

- Andrea Brooks (en) dans (4 téléfilms) :
  - Frisson d'amour (2015) : Kristen
  - Frisson d'amour 2 (2016) : Kristen
  - Le Destin au bout du fil (2016) : Lori
  - Prête à tout pour trouver l'amour (2022) : Kyra

- Samantha Cope dans :
  - Mr. Merveilleux (2020) : Abby
  - Sucré comme l'amour (2021) : Alyssa
  - Un sapin pour deux (2022) : Angie Waldron

- Natasha Calis dans :
  - Just the Way You Are (2015) : Chloe
  - Vous n'aurez pas ma fille ! (2016) : Nina Johnson

- Celeste Desjardins dans :
  - Un mariage à l'épreuve (2015) : Charlotte
  - Mariage sous la neige (2017) : Michelle

- Madison Iseman dans :
  - Retrouvez ma fille ! (2016) : Lizzie Holden
  - Sous l'emprise de ma meilleure amie (2017) : Rachel Nelson

- Kazumi Evans (en) dans :
  - Princesse incognito (2019) : Brittany
  - À la recherche de l'esprit de Noël (2016) : Sam

- Rachel Walters dans :
  - Le Déshonneur d'une miss (2023) : Liliana Bordeaux
  - La Reine des manipulatrices (2023) : Nicole Settle

- 2008 : L'Enfer du mensonge : Jessica (Leah Fassett)
- 2011 : Le Bleu du ciel : Dace Kalnins (Maria Popistasu)
- 2012 : Un cœur pour Noël : Nicky (Arden Alfonso)
- 2012 : Project Mc² : Camreen Coyles (Ysa Penarejo)
- 2013 : Summer in February : Dolly (Mia Austen)
- 2013 : Bonnie and Clyde: Dead and Alive : Clyde jeune (Gabriel Suttle)
- 2013 : Rencontre avec le prince charmant : Laura Bloom (Abby Wathen)
- 2014 : Le sourire du tueur : Sissy Peyton (Emily Haine)
- 2014 : Le mensonge de ma vie : Chelsea (Kirsten Prout)
- 2014 : Le Campus de la honte : Nikki (Eva Link)
- 2015 : Trafic d'adolescents : Emma (Sydney Sweeney)
- 2015 : Peter and Wendy : Wendy Darling / Lucy Rose (Hazel Doupe)
- 2015 : Mensonges maternels : Sara Caskie (Francesca Eastwood)
- 2015 : Une enseignante troublante : Bridgette (Mia Rose Frampton)
- 2015 : Innocence volée : Melanie (Tessa Harnetiaux)
- 2015 : Coup de foudre à Harvest Moon : Brooke (Patricia Isaac)
- 2016 : Sexe, mensonges et vampires : Christina (Mirela Burke)
- 2016 : Associée contre notre ex : Zoe Swann (Abigail Klein)
- 2016 : Étudiante en danger : Samantha Blake (Greer Grammer)
- 2016 : Mariage de la dernière chance : Abby jeune (Mackenzie Mowat)
- 2016 : Coup de foudre par erreur : Veronica (Nthenya Ndunda)
- 2017 : Un Noël émouvant : Betsy McKendrick (Matreya Fedor)
- 2017 : Les mauvais choix de ma fille : Taylor (Gianna LePera)
- 2017 : Le Pacte secret de Noël : Piper Dixon (Natasha Bure)
- 2017 : Une princesse pour Noël : Emily Marquez (Olivia Steele Falconer)
- 2017 : Noël avec ma fille : Charlotte (Pippa Mackie)
- 2017 : Une menace sur mes enfants : Becky (Brytnee Ratledge)
- 2018 : Nuit de terreur pour la baby-sitter : Claire Carven (Katelyn Tarver)
- 2018 : La tueuse en rouge : Candace (Allison Paige)
- 2018 : Un Noël de Blanche Neige : Blanca Snow (Michelle Randolph)
- 2018 : Un nouveau chapitre pour Noël : Hannah (Shelby Armstrong)
- 2018 : La reine du crime présente: l'affaire Florence Nightingale (en) : Daphne (Bebe Cave)
- 2018 : Couronne mortelle pour la Reine de la promo : Sierra (Abbie Gayle)
- 2018 : La tueuse en rouge : Kat jeune (James Emmy)
- 2018 : Plus jamais victime ! : Addie (Jasmine B. Johnson)
- 2018 : Adopte-moi ou je te tuerai : Summer (Ava Locklear)
- 2018 : St. Josef am Berg : Svea Pirnegger (Paula Kalenberg)
- 2019 : Prise au piège chez moi : Kaylee (Sinéad D'arcy)
- 2019 : Séparée de ma fille à la naissance : Jessica Hogan (Kennedy Tucker)
- 2019 : Les enfants maudits : Les origines du mal : Leigh (Jennifer Laporte)
- 2019 : Un Noël pour s'aimer : Emma (Kyla Pratt)
- 2019 : Mariage et Safari : Chiara von Zangenheim (Athena Strates)
- 2020 : La vérité sur la reine du lycée : Lexi (Avery Kristen Pohl)
- 2020 : Mère porteuse pour star dangereuse : Cassidy (Jordyn Aurora Aquino)
- 2021 : La famille du secret : Bianca (Mia Michaud)
- 2021 : Adolescence volée : Rose (Ali Skovbye)
- 2021 : Toutes innocentes, toutes coupables : Alicia (Grace Lawell)
- 2021 : Amoureux de ma prof : Stephanie (Yvonne Lu)
- 2021 : Justice pour mon enfant : Paige (Heidi Bauman)
- 2021 : Le mauvais choix de ma meilleure amie : Tara George (Paige Kriet)
- 2021 : La merveilleuse boutique de Noël : Magdalena Ortega (Aimee Garcia)

#### Séries télévisées
- Melissa Benoist dans (7 séries) :
  - Supergirl (2015-2021) : Kara Danvers / Supergirl / Kara Zor-El (126 épisodes)
  - Arrow (2016-2020) : Kara Danvers / Supergirl / Kara Zor-El (5 épisodes)
  - Flash (2016-2019) : Kara Danvers / Supergirl / Kara Zor-El (5 épisodes)
  - Legends of Tomorrow (2016-2020) : Kara Danvers / Supergirl / Kara Zor-El (3 épisodes)
  - Batwoman (2019) : Kara Danvers / Supergirl (saison 1, épisode 9)
  - The Girls on the Bus (en) (2024) : Sadie McCarthy
  - The Waterfront (2025) : Bree Buckley

- Megan Ferguson dans (5 séries) :
  - Mad Men (2013) : Mme Swenson (saison 6, épisodes 4 et 9)
  - Battle Creek (2015) : Tina (épisode 5)
  - The Comedians (en) (2015) : Esme (13 épisodes)
  - 9-1-1 (2018) : Melora (saison 1, épisode 6)
  - Larry et son nombril (2020) : Alice (saison 10)

- Eve Harlow dans (5 séries) :
  - The Killing (2014) : Kat Newton (saison 4)
  - Les 100 (2014-2019) : Maya Vie (13 épisodes)
  - Reine du Sud (2021) : Samara Volkova (saison 5, épisodes 9 et 10)
  - DC Titans (2021) : Molly Jensen (saison 3)
  - The Night Agent (depuis 2023) : Ellen

- Julia Garner dans (5 séries) :
  - The Americans (2015-2018) : Kimberly Breland (10 épisodes)
  - The Get Down (2016-2017) : Claudia Gunns (épisodes 6 et 7)
  - Ozark (2017-2022) : Ruth Langmore (44 épisodes)
  - Waco (2018) : Michele Jones (mini-série)
  - Inventing Anna (2022) : Anna Delvey (mini-série)

- Olivia Macklin dans (4 séries) :
  - LA to Vegas (2018) : Nichole (8 épisodes)
  - Dead to Me (2019) : Bambi (saison 1, épisode 9)
  - Filthy Rich (2020) : Becky Monreaux (10 épisodes)
  - Pretty Smart (en) (2021) : Claire (10 épisodes)

- Alyssa Jirrels dans (4 séries) :
  - Marvel : Les Agents du SHIELD (2018) : Hale jeune (saison 5, épisode 15)
  - As We See It (2022) : Nicole Dietrich (5 épisodes)
  - Boo, Bitch (2022) : Alyssa (mini-série)
  - Liaison fatale (2023) : Ellen Gallagher (mini-série)

- Sammi Hanratty dans :
  - Salem (2014-2015) : Dollie Trask (12 épisodes)
  - Vampire Diaries (2017) : Violet Fell (saison 8, épisodes 8 à 10)
  - Yellowjackets (depuis 2021) : Misty adolescente

- Emily Kinney dans : 
  - The Flash (2015-2019) : Brie Larvan / Bug-Eyed Bandit (saison 1, épisode 18 et saison 5, épisode 20)
  - Arrow (2016) : Brie Larvan / Bug-Eyed Bandit (saison 4, épisode 17)
  - Alert (2023) : Shannon Steerman / Georgia LaCava (saison 1, épisode 7)

- Giorgia Whigham dans :
  - 13 Reasons Why (2017) : Kat (saison 1, épisodes 1 et 13)
  - The Orville (2017 / 2022) : Lysella (saison 1, épisode 7 et saison 3, épisode 10)
  - Ted (2024) : Blaire Bennett

- Jordyn Aquino dans :
  - The Resident (2022) : Charli Martinez (saison 5, épisode 13)
  - The Cleaning Lady (en) (2022-2024) : Nina (3 épisodes)
  - Pulse (2025) : Anna (saison 1, épisode 3)

- Cierra Ramirez dans :
  - The Fosters (2013-2018[n 6]) : Mariana Adams Foster (104 épisodes)
  - Good Trouble (2019-2024) : Mariana Adams Foster (88 épisodes)

- Abigail Breslin dans :
  - Scream Queens (2015-2016) : Libby « Chanel #5 » Putney (23 épisodes)
  - Dirty Dancing (2017) : Frances « Baby » Houseman (mini-série)

- Brittany O'Grady (it) dans :
  - Star (2016-2019) : Simone Davis (48 épisodes)
  - The Consultant (2023) : Elaine

- Danielle Rose Russell dans :
  - The Originals (2018) : Hope Mikaelson #2 (13 épisodes)
  - Legacies (2018-2022) : Hope Mikaelson (68 épisodes)

- Anja Savcic dans :
  - The Magicians (2018) : Skye (saison 3, épisodes 8 à 10)
  - Nancy Drew (2021) : Odette Lamar (saison 2)

- Eve Austin dans :
  - ABC contre Poirot (2018) : Elisabeth « Betty » Barnard (mini-série)
  - You (2023) : Gemma (saison 4)

- Priscilla Quintana dans :
  - L'Arme fatale (2018) : Phoebe Clarke (saison 2, épisode 20)
  - Based on a True Story (depuis 2023) : Ruby Gale

- Sasha Compère dans :
  - Miracle Workers (2019-2023) : Laura (8 épisodes)
  - Love Life (2020-2021) : Mallory Moore (11 épisodes)

- Olivia Rodrigo dans :
  - High School Musical : La Comédie musicale, la série (2019-2022) : Nini Salazar-Roberts (25 épisodes)
  - Allô la Terre, ici Ned (en) (2020) : Olivia Rodrigo (épisode 10)

- Alexandra Roach dans :
  - Killing Eve (2020) : Rhian (saison 3, épisodes 7 et 8)
  - Bodies (2023) : Maggie Skinner (mini-série)

- Sarah Pidgeon dans : 
  - The Wilds (2020-2022) : Leah Rilke (18 épisodes)
  - Tiny Beautiful Things (2023) : Clare, jeune (8 épisodes)

- Zsané Jhé dans :
  - David Makes Man (2021) : Shella adulte (saison 2)
  - The Resident (2021-2022) : Gemma Nguyen (saison 5)

- Emily Alyn Lind dans :
  - Gossip Girl (2021-2023) : Audrey Hope (22 épisodes)
  - Nous les menteurs (2025) : Cadence Sinclair Eastman

- Yerin Ha dans :
  - Halo (2022-2024) : Kwan Ha Boo (17 épisodes)
  - Les Survivants (2025) : Mia Chang (mini-série)

- Michelle Randolph dans :
  - 1923 (2022-2025) : Elizabeth « Liz » Strafford (15 épisodes)
  - Landman (depuis 2024) : Ainsley Norris

- Charithra Chandran dans :
  - La Chronique des Bridgerton (depuis 2022) : Edwina Sharma
  - Dune: Prophecy (2024) : Francesca, jeune

- 1978-1979[n 7] : Le Muppet Show : Petula Clark (Petula Clark) (saison 2, épisode 20), Loretta Lynn (Loretta Lynn) (saison 3, épisode 8) et voix additionnelles
- 2012-2015 : Mad Men : Julia (Meghan Bradley) (saison 5), Meredith (Stephanie Drake) (20 épisodes)
- 2013 : Smash : Daisy Parker (Mara Davi (en))
- 2013 : Ja'mie: Private School Girl : Immy (Laura Grady) (8 épisodes)
- 2013-2014 : American Horror Story : Borquita LaLaurie (Jennifer Lynn Warren) (saison 3)
- 2014 : Revolution : Heather Mattews (Olivia Grace Applegate) (saison 2, épisodes 21 et 22)
- 2014-2015 : Heartless : Nadja (Frederikke Dahl Hansen) (8 épisodes)
- 2014-2016 : Lovesick : Abigail (Hannah Britland) (11 épisodes)
- 2015 : Suits : Avocats sur mesure : Claire (Troian Bellisario) (saison 4, épisode 13 et saison 5, épisode 8)
- 2015 : Glee : Madison McCarthy (Laura Dreyfuss (en)) (saison 6)
- 2015-2016 : Teen Wolf : Tracy Stewart (Kelsey Asbille) (saison 5)
- 2015-2016 : Heroes Reborn : Emily Duval (Gatlin Green) (mini-série)
- 2015-2016 : Derrière les barreaux : Casper / Ariadna (Dunia Rodriguez)
- 2016 : Pretty Little Liars : Sara Harvey (Dre Davis) (16 épisodes)
- 2016 : Racines : Jinna (Simona Brown) (mini-série)
- 2016 : Roadies : Kelly Ann (Imogen Poots)
- 2016 : Fleabag : ? (?) (saison 1, épisode 1)
- 2016-2017 : Son of Zorn : Layla (Clara Mamet) (6 épisodes)
- 2016-2017 : Haters Back Off : Miranda Sings (Colleen Ballinger) (16 épisodes)
- 2016-2018 : Les Chroniques de Shannara : Amberle Elessedil (Poppy Drayton)
- 2016-2019 : Shadowhunters : Isabelle Lightwood (Emeraude Toubia)
- 2017 : When We Rise : Roma Guy jeune (Emily Skeggs (en)) (7 épisodes)
- 2017 : Beau Séjour : Sofia Otten (Charlotte Timmers) (10 épisodes)
- 2017 : Cardinal : Edie Soames (Allie MacDonald) (saison 1)
- 2017 : Absentia : Violet (Borislava Stratieva) (saison 1)
- 2017 : The Gifted : Carmen (Michelle Veintimilla (en))
- 2017 : La Folle Aventure des Durrell : Leonora (Anna Antoniades) (saison 2, épisode 6)
- 2017-2018 : The Originals : Hope Mikaelson #1 (Summer Fontana) (13 épisodes)
- 2017-2018 : Poldark : Rowella Chynoweth (Esme Coy) (7 épisodes)
- 2017-2020 : Greenhouse Academy : Sophie Cardona (Cinthya Carmona (de)) (39 épisodes)
- 2018-2020 : The Rain : Simone (Alba August) (20 épisodes)
- 2019 : The Society : Lexie (Grace Victoria Cox)
- 2019-2021 : Love Alarm : Yuk-Jo (Kim Si-eun (en))
- 2019-2022 : Peaky Blinders : Gina Gray (Anya Taylor-Joy, (saisons 5 et 6)
- 2020 : Spinning Out : Serena Baker (Willow Shields)
- 2020 : Professionals (en) : Dhara (Suraya Rose Santos)
- 2020-2021 : Love, Victor : Wendy (Abigail Killmeier) (4 épisodes)
- 2020-2022 : Trois mètres au-dessus du ciel (it) : Sofia (Amanda Campana (de)) (24 épisodes)
- 2021 : Cowboy Bebop : Faye Valentine (Daniella Pineda)
- 2021 : Hawkeye : Maya Lopez / Echo (Alaqua Cox) (mini-série)
- 2021 : Walker : Ruby (Madelyn Kientz) (8 épisodes)
- 2021 : Wakefield : Renuka (Monica Kumar) (mini-série)
- 2021-2023 : Shadow and Bone : La Saga Grisha : Inej Ghafa (Amita Suman) (16 épisodes)
- 2021-2023 : Loki : Miss Minutes (Tara Strong) (voix)
- depuis 2021 : Mayor of Kingstown : Iris (Emma Laird (en))
- 2022 : Le Livre de Boba Fett : Drash (Sophie Thatcher)
- 2022 : Pam and Tommy : Pamela Anderson (Lily James) (mini-série)
- 2022 : Roar : Millie (Kara Hayward) (épisode 8)
- 2022 : Moon Knight : Tawaret (Antonia Salib) (mini-série)
- 2022 : Stranger Things : Angela (Elodie Grace Orkin) (saison 4)
- 2022 : Bang Bang Baby : Cleopatra (Carlotta Antonelli (it))
- 2022 : Snowfall : Chelle (Scytorya Rhodes) (saison 5)
- 2022 : She-Hulk : Avocate : Titania (Jameela Jamil) (mini-série)
- 2022 : Mes parrains sont magiques : Encore + magiques : Viv Turner (Audrey Grace Marshall)
- 2022 : Tokyo Vice : Jessica Adelstein (Sarah Sawyer)
- 2022 : Glitch (en) : Oh Se-hee (Choi Soo-im)
- 2022 : Forecasting Love and Weather : Jin Ha-kyung (Park Min-young)
- 2022 : American Horror Stories : Sam (Madison Iseman) (saison 2, épisode 7)
- 2022 : The Staircase : Caitlin Atwater (Olivia DeJonge) (mini-série)
- 2022 : Un passé bien présent (es) : Daniela jeune (Miranda de la Serna (es))
- 2022 : SkyMed : l'infirmière Hayley Roberts (Natasha Calis)
- 2022 : Ag3nda : Elisa Mancini (Valentina Scimé) (saison 1)
- 2022 : Trom : Les falaises, le vent et la mort : Jenny Mikkelsen (Sissal Drews Hjaltalin)
- 2022-2023 : Raven : Ivy Chen (Emmy Liu-Wang) (43 épisodes)
- 2022-2023 : The Winchesters : Mary Campbell (Meg Donnelly) (13 épisodes)
- 2022-2024 : Élite : Isadora Artiñán (Valentina Zenere)
- 2022-2024 : Code Quantum : Addison Augustine (Caitlin Bassett) (31 épisodes)
- depuis 2022 : Fraggle Rock : L'Aventure continue (en) : Doc (Lilli Cooper (en))
- 2023 : Deadloch : ? (?)
- 2023 : Bad Behaviour (en) : Briohny (Melissa Kahraman) (mini-série)
- 2023 : Class of '07 : Sandy (Sarah Krndija)
- 2023 : School Spirits : Nicole Herrera (Kiara Pichardo)
- 2023 : Celebrity (en) : Jin Chae-hee (Han Jae-in)
- 2023 : Erin et Aaron : Lily (Pressley Hosbach) (épisode 11)
- 2023 : Daily Dose of Sunshine : Han Jae-hui (Yoo Eun-a)
- 2023 : Monarch: Legacy of Monsters : ? (?)
- 2023 : Chargés à bloc : Lana / Anastasia Koslov (Alyson Gorske)
- 2023 : Berlin : Susi (Masi Rodríguez)
- 2024 : The Gentlemen : Kellie-Anne (Leah McNamara (en))
- 2024 : In Her Car (de) : Inga (Olena Oleynikova)
- 2024 : Fallout : Lucy MacLean (Ella Purnell)
- 2024 : Deux sœurs nommées Guerra (de) : ? (?)
- 2024 : Docteur Odyssey : Luna (Carmela Zumbado) (saison 1, épisode 5)
- 2025 : Adolescence : Misha Frank (Faye Marsay) (mini-série)
- 2025 : De parfaites demoiselles : Josefina (Paula Usero)
- 2025 : The Last of Us : Mel (Ariela Barer) (saison 2)
- 2025 : Too Much : Wendy Jones (Emily Ratajkowski)
- 2025 : Butterfly (en) : Moon (Seoyeon Jang)
- depuis 2025 : The Pitt : Dr Trinity Santos (Isa Briones)

#### Séries d'animation
- 2014-2016 : Les Végétaloufs dans la place : Fleur de Chou
- 2014-2017 : Super 4 : Gloria (création de voix)
- 2015-2017 : Harvey Beaks : Halbreth
- 2015-2018 : Robot Trains : Selly
- 2015-2020 : Thunderbirds : Eos et Marion Van Arkel
- 2017 : Didi et l'Œuf (en) : Francesca
- 2017-2020 : Le Magicien D'oz : Dorothy et ses amis (en) : Dorothy
- 2017-2021 : Oswaldo : Léa
- 2018 : Lost Song (en) : Rin
- 2018 : Back Street Girls : Lina
- 2018 : Sylvanian Families : Freya et Kate (mini-série)
- 2018-2021 : 44 Chats : Milady
- 2019[n 8] : Vinland Saga : voix additionnelles
- 2019 : Quand Takagi me taquine : Mano
- 2019 : Team DroniX : Vicky Risk
- 2019-2021 : Abby Hatcher : Princesse Flug
- 2019-2021 : Fast and Furious : Les Espions dans la course : Echo
- 2019-2022 : Dragons : Les Gardiens du ciel : Aggro
- 2020 : Dorohedoro : Nikaido
- 2020 : Great Pretender : Abygail « Aby » Jones
- 2020-2021 : I'm Standing on a Million Lives : Iu Shindō
- 2020-2021 : Cléopâtre dans l'espace (en) : Callie
- 2020-2022 : Trolls Trollstopia : Val Megariff
- 2021 : Star Wars: Visions : T0-B1 (saison 1, épisode 6)
- 2021 : 86: Eighty-Six : Grethe Wenzel
- 2021 : Musclor et les Maîtres de l'Univers (en) : Teela/Sorcière
- 2021 : Link Click : voix additionnelles
- 2021 : La Cité des fantômes (en) : la chef Jo
- 2021-2022 : Wolfboy et la fabrique de l'étrange (en) : voix additionnelles
- 2021-2022 : Kid Cosmic (en) : Jo
- 2021-2022 : DOTA: Dragon's Blood (en) : Luna
- 2021-2022 : Les Chiens dans l'espace (en) : Stella
- 2021-2022 : Les Octonauts : Mission Terre (en) : Harry, Crabe, Min, Macareux, Mabel, Belle, Pangolin, Maman Loir, Sasha, Tatou et Weta
- 2021-2023 : Horimiya : Yuki Yoshikawa
- 2022 : Transformers: BotBots (en) : Kikmee
- 2022 : Kakegurui Twin : Chitose Inui et Runa Yomotsuki
- 2022 : Tekken: Bloodline (en) : Julia Chang
- 2022 : Bee et PuppyCat (en) : Violet
- 2022 : Bugs Bunny Constructeurs : Ruthie
- 2022 : Équipe Action (en) : Dinah, Pepper et Mme Patel
- depuis 2022 : Spy × Family : Emile
- depuis 2022 : Chainsaw Man : Power
- depuis 2022 : Hamster et Gretel : Hiromi Tanaka et Record Scratch
- 2023 : Maniac par Junji Itō : Anthologie Macabre : Tsukiko et Mayumi
- 2023-2024 : Undead Unluck : Latla Mirah
- 2024 : Hazbin Hotel : Cherri Bomb
- 2024 : Re:Monster : Gobu-É
- 2024 : Tales of the Empire : la Jedi (épisode 5), une servante et la mère de famille (épisode 6)
- 2024 : Alya Sometimes Hides Her Feelings in Russian : Alisa Mikhailovna Kujō
- 2024-2025 : Fairy Tail: 100 Years Quest : Karamiila
- 2025 : Gagné ou Perdu (en) : Blob (mini-série)
- 2025 : Votre fidèle serviteur Spider-Man : l'automobiliste (saison 1, épisode 7)
- 2025 : Moonrise (en) : voix additionnelles

### Jeux vidéo
- 2014 : Halo: The Master Chief Collection : Spartan
- 2015 : Halo 5: Guardians : 031 Exuberant Witness
- 2015 : Disney Infinity 3.0 : Mulan
- 2015 : Star Wars Battlefront : voix additionnelles
- 2016 : Gears of War 4 : Kait
- 2017 : Injustice 2 : Supergirl / Kara Zor-El
- 2019 : Man of Medan : Julia
- 2019 : Gears 5 : Kait
- 2020 : World of Warcraft: Shadowlands : Kléia
- 2020 : League of Legends : Seraphine
- 2020 : Assassin's Creed Valhalla : Petra
- 2021 : Resident Evil Village : Rose adulte
- 2021 : Life Is Strange: True Colors : voix additionnelles
- 2021 : Far Cry 6 : Talia Benavidez
- 2021 : Final Fantasy XIV: Endwalker : Météion et Endsinger
- 2022 : Marvel's Midnight Suns : Magik
- 2023 : Wild Hearts : ?
- 2023 : Assassin's Creed Mirage : Makira
- 2024 : Life Is Strange: Double Exposure : Maxine « Max » Caulfield[12]
- 2024 : Dead Rising Deluxe Remaster : Isabela Keyes
- 2025 : Maliki : Poison of the Past : Becky
- 2025 : Death Stranding 2: On the Beach : Tomorrow

## Voix off

### Documentaires
- 2020 : Deaf U : Le Campus en langue des signes

### Émissions
- 2018-2020 : Just Tattoo of Us (en) (MTV) : Charlotte Crosby (2e voix)
- 2024 : Nouvelle école : Italie (it) (Netflix)

### Livres audio
- Plus jamais sans toi Louna, Sabrina et Yoan Bombarde (2018) : Sabrina
- Tout droit jusqu'au matin, Liz Braswell (en) (2020)
- Les Dix Mille Portes de January, Alix E. Harrow (2021)
- La Carte des confins, Marie Reppelin (2021) : Callie

#### SérieLe Peuple de l'air[13]
- Le Prince cruel, Holly Black (2020)
- Les Sœurs perdues, Holly Black (2021)
- Le Roi maléfique, Holly Black (2021)
- La Reine sans royaume, Holly Black (2022)